# Cynops wolterstorffi
Triton de Wolterstorff
Espèce
Synonymes
- Molge wolterstorffi Boulenger, 1905
- Hypselotriton wolterstorffi Boulenger, 1905

Statut de conservation UICN

 EX  : Éteint
Cynops wolterstorffi, le triton de Wolterstorff, est une espèce d'urodèles éteinte de la famille des Salamandridae. Elle est présumée éteinte car elle n'a pas été observée depuis 1979.

## Répartition
Cette espèce était endémique du Yunnan en Chine. Elle se rencontrait dans le lac Kunming dans la préfecture de Kunming.

## Description
Les mâles mesuraient jusqu'à 120 mm et les femelles jusqu'à 160 mm dont la moitié pour la queue. Cette espèce présentait un dos vert olive noirâtre avec une ligne longitudinale orange ou orange-vermillon et de petites taches de même couleur parfois absentes. Son ventre était orange-vermillon avec des taches ou marbrures noires pouvant parfois se fusionner en une bande longitudinale. Le bord inférieur de sa queue était également orange-vermillon.

## Étymologie
Cette espèce est nommée en l'honneur de Willy Wolterstorff de Magdebourg qui avait en projet à l'époque la rédaction d'une monographie sur les urodèles (Monograph of the Tailed Batrachians of the Old World).

## Publication originale
- Boulenger, 1905 : Description of a new newt from Yunnan. Proceedings of the Zoological Society of London, vol. 1905, p. 277 (texte intégral).